# École d'Écouen
L’école d'Écouen est une colonie d'artistes installée à Écouen à partir des années 1860-1870, et fondée par le peintre Pierre-Édouard Frère. Elle rassembla plusieurs dizaines de personnalités venues du monde entier, qui y enseignèrent et pratiquèrent leur art et qui firent aussi construire des ateliers. Les œuvres produites se rattachent aux styles réaliste et naturaliste, et représentent principalement des paysages et des scènes de genre.

## Histoire

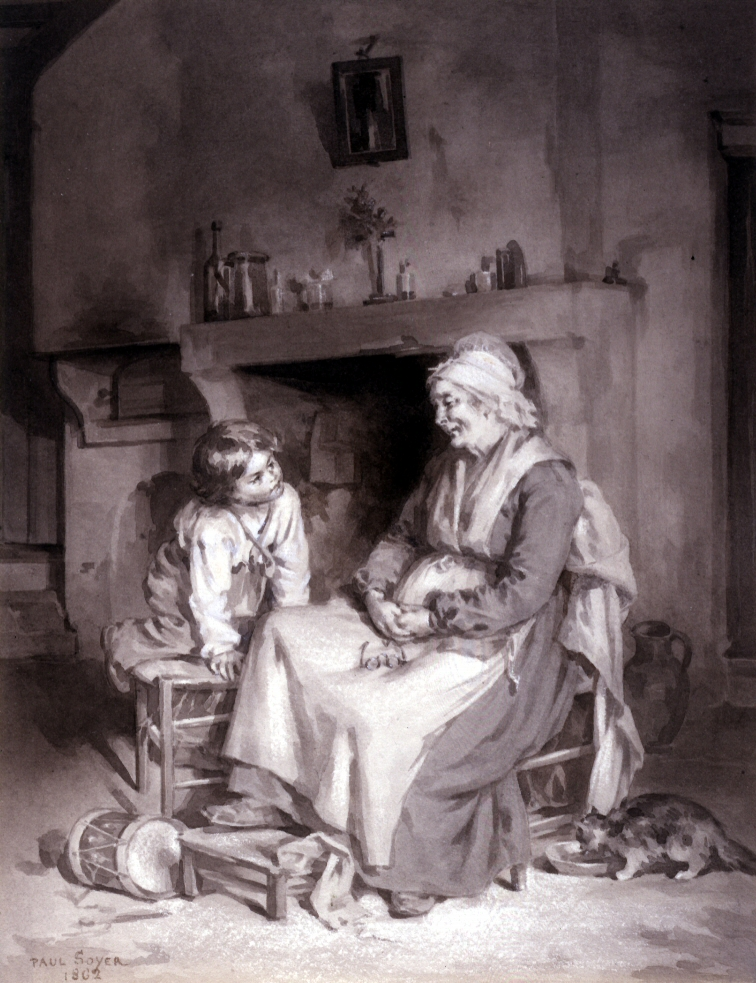
Paul-Constant Soyer, Scène d'intérieur, Écouen (1862), encre rehaussée à la gouache (Baltimore, Walters Art Museum).

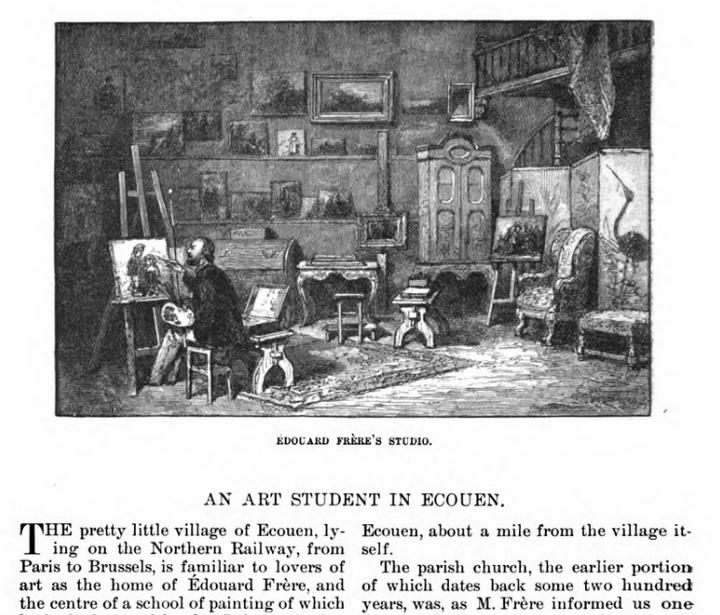
« An Art Student in Ecouen with pictures of Edouard Frere's school », Harper's Monthly, février 1885 (gravure d'après une peinture de Cornelia W. Conant).

Vers 1847, l'artiste peintre Pierre-Édouard Frère choisit de s'installer à Écouen avec sa famille, partageant son temps entre Paris et Londres, où son travail va être grandement apprécié : il se spécialise assez tôt dans une peinture dite « anecdotique », représentant les enfants des campagnes, et dont John Ruskin avait apprécié la sincérité. Si Frère n'est pas le premier à chercher le contact de la nature, adoptant Écouen, alors petit bourg rural proche de la Normandie, il promeut en revanche l'éloignement de Paris, la peinture sur le motif, en plein air et non plus enfermé dans un atelier. Il accueille bientôt des élèves dans sa villa, appelée « Gabrielle », en hommage à son épouse. Au Salon de 1861, le critique Théophile Gautier remarque des toiles de Frère qui s'inspirent de motifs qu'il « va chercher en Normandie », comme Un asile de vieillard à Écouen, ou Une Petite École.
Les premières mentions de l'existence d'une « colonie d'artistes » installée dans ce village datent de la fin des années 1860 : ainsi, le peintre belge Léon Dansaert (1830-1909), originaire de Bruxelles, est signalé comme élève de Frère et résidant à Écouen ; la présence du peintre Charles Hugot est attestée en 1864 ; le peintre Paul-Constant Soyer est évoqué par Le Temps du 6 juin 1865 pour une toile s'inspirant du curé de cette ville (où de fait il se maria) ; on mentionne aussi, en juillet 1870, que l'« école d'Écouen, animée par Édouard et son fils Charles » [né en 1837] attire des peintres « comme Duverger, Sauvage [?] et Dargelas ». Dans son essai intitulé Le Paysagiste aux champs (1876), Frédéric Henriet (1826-1918) mentionne autour de Paris, outre celles d'Auvers-sur-Oise, Bougival, Igny, L'Isle-Adam ou Ville d'Avray, l'existence effective de cette colonie « toute petite qui gravite autour de Frère », et la présence d'un habitué de Barbizon, « Jules Veyrassat y peignant des moissons ». En février 1885, le magazine américain Harper’s Monthly publie un reportage illustré sur cette colonie, où sont remarqués de nombreux peintres étrangers comme l'Allemand August Friedrich Schenck, l'Américaine Mary Cassatt ou encore le Suisse Luigi Chialiva (it) (1841-1914), lequel fut un proche d'Edgar Degas après 1872, et qui invita Ferdinand Heilbuth à séjourner à Écouen.
En mai 1886, à la mort de Frère, les journaux français rappellent au souvenir des lecteurs l'existence de la colonie d'Écouen.

## Postérité
Cette colonie a été redécouverte à partir de 1997 par des chercheurs qui ont travaillé avec la ville d'Écouen, soucieux de mettre en valeur ce patrimoine artistique oublié, qui comprend de nombreuses villas-ateliers, ainsi que des tableaux et des sculptures, aujourd'hui pour la plupart dispersées dans des collections publiques ou privées. Certaines rues de la ville ont été rebaptisées en hommage aux peintres y ayant résidé. Outre des archives, la mairie conserve par ailleurs un certain nombre d'œuvres,.